# Benjamin Sadler
Benjamin Sadler, właśc. Benjamin Klimaschewski (ur. 12 lutego 1971 w Toronto) − niemiecki aktor.
Laureat nagrody specjalnej Bambi za rolę prawnika Paula Wegenera w dramacie telewizyjnym Skutki uboczne (Contergan − Eine einzige Tablette, 2007) o skandalu narkotykowym z talidomidem z początku lat 60. XX wieku.

## Wczesne lata
Przyszedł na świat i przez pięć lat dorastał w Toronto jako syn brytyjskiej nauczycielki Jill Klimaschewski i niemieckiego projektanta grafiki Baldura Klimaschewskiego. W 1976 jego rodzina przeniosła się do Niemiec. Studiował w Royal Academy of Dramatic Art w Londynie. Uczył się aktorstwa pod kierunkiem Stelli Adler i Susan Batson w Nowym Jorku.

## Kariera
Występował na scenie w Anglii i Hamburgu (Niemcy). W 1994 po raz pierwszy zagrał na srebrnym ekranie w serialach: Drei zum Verlieben i RTL Alle lieben Julia. 
Można go było zobaczyć także w serialach: kryminalnym RTL Komando Małolat (SK Babies, 1996), sensacyjnym Wolffs Revier (1996−1999) i sci-fi Lexx (1999). Na dużym ekranie zadebiutował w dreszczowcu Uwolnienie Rosenzweigsa (Rosenzweigs Freiheit, 1998), nagrodzonym na hollywoodzkim festiwalu filmowym. 
Podbił serca publiczności rolami biblijnymi we włoskich telefilmach Lux Vide – jako Jan Chrzciciel w Przyjaciele Jezusa: Maria Magdalena (Gli Amici di Gesù – Maria Maddalena, 2000) u boku Marii Grazii Cucinotty i Danny’ego Quinna oraz Biblia. Apokalipsa świętego Jana (San Giovanni – L’apocalisse, 2002) w roli Waleriusza z Richardem Harrisem. 
W kinowym dramacie biograficznym Luter (Luther, 2003) z Josephem Fiennesem i Sir Peterem Ustinovem zagrał postać Georga Spalatina. W wojennym melodramacie telewizyjnym ZDF Drezno (Dresden, 2006) został obsadzony w roli doktora Alexandra Wenningera, lekarza romansującego z pielęgniarką w jednym z drezdeńskich szpitali.

## Filmografia

### Filmy
- 1998: Rosenzweigs Freiheit jako Jacob Rosenzweig
- 2003: Luter (Luther) jako Georg Spalatin
- 2003: Do ślubu trzeba dwojga (Nur Anfänger heiraten) jako Hannes
- 2007: Hotel Meina jako Hans Krassler
- 2008: Kod Karola Wielkiego (Die Jagd nach dem Schatz der Nibelungen) jako Eik Meiers
- 2011: Jeśli nie my, to kto? (Wer wenn nicht wir) jako Walter Jens
- 2012: Namiętność (Passion) jako oskarżyciel

### Filmy TV
- 1997: Nackt im Cabrio jako Paul
- 1997: Kommissar Schimpanski – Diamantenjagd jako Karl von Felden
- 1997: Rosamunde Pilcher – Stunden der Entscheidung jako Nigel Davenport
- 1998: Schock – Eine Frau in Angst jako Daniel
- 1998: Guardiani del cielo
- 1998: Wizjoner (Babyraub – Kinder fremder Mächte) jako Thomas
- 1998: Spuk aus der Gruft jako Friedrich von Kuhlbanz
- 1999: Ślady na śniegu (Spuren im Eis – Eine Frau sucht die Wahrheit) jako Flo Capeder
- 1999: Verführt – Eine gefährliche Affäre jako Josef
- 1999: Der Kopp jako Carl Vrese
- 1999: Der Blonde Affe jako Andreas Prolsch
- 2000: Das Tattoo – Tödliche Zeichen jako Fred
- 2000: Die Verwegene – Kämpfe um deinen Traum
- 2000: Victor – Der Schutzengel jako Lars Riedel
- 2000: Maria Magdalena (Gli Amici di Gesù – Maria Maddalena) jako Jan Chrzciciel
- 2000: Spuk im Reich der Schatten jako Friedrich
- 2000: Abzocker – Eine eiskalte Affäre jako Tony
- 2001: Jonathans Liebe jako Jonathan
- 2001: Antonia (Antonia – Zwischen Liebe und Macht) jako Moritz Ahrendorff
- 2002: Zimmer der Angst jako Daniel Neyman
- 2002: Biblia. Apokalipsa świętego Jana (San Giovanni – L'apocalisse) jako Valerio
- 2003: Das Herz ist rot jako dr Aaron
- 2003: Antonia – Tränen im Paradies jako Moritz Graf von Ahrendorff
- 2003: Nur Anfänger heiraten jako Hannes
- 2003: August pierwszy cesarz (Imperium: Augustus) jako Gaius Octavius / młody Augustus
- 2003: Światło w ciemności (Das Wunder von Lengede) jako Salvatore
- 2004: Italiener und andere Süßigkeiten jako Paolo Fabrelli
- 2004: Sehnsucht nach Liebe jako Jochen Hofmann
- 2005: Bettgeflüster & Babyglück jako Uli
- 2005: Letztes Kapitel jako Achim Pazurek
- 2006: Annas Albtraum jako Lukas Walser
- 2006: Drezno (Dresden) jako Alexander Wenninger
- 2007: Caravaggio jako Onorio Longhi
- 2007: Contergan – Eine einzige Tablette jako Paul Wegener
- 2011: Dziewczyna na dnie morza (Das Mädchen auf dem Meeresgrund) jako nurek Hans Hass

### Seriale
- 1994: Drei zum Verlieben jako Robert Holler
- 1994: Alle lieben Julia jako Daniel
- 1995: Freundschaft mit Herz jako Stefan
- 1996: Wolkenstein jako Christian Brandt
- 1996: Faust jako Markus Kahlbom
- 1996: Komando Małolat (SK Babies) jako Sylvester
- 1996: Tatort: Fetischzauber jako Gert Mewes
- 1997: First Love – Die große Liebe jako Jakob
- 1999: Lexx jako Nool
- 2005: Ein Starkes Team – Ihr letzter Kunde jako Thomas Overbeck
- 2007: Wojna i pokój (War and Peace) jako Dołochow
- 2009: Uderzenie (Impact) jako Roland
- 2011: Tatort: Mord in der ersten Liga jako Jan Liebermann
- 2012: Tatort: Das goldene Band jako Jan Liebermann

## Nagrody i nominacje
| Rok  | Nagroda                       | Kategoria                             | Film                                                                                       | Rezultat  |
| ---- | ----------------------------- | ------------------------------------- | ------------------------------------------------------------------------------------------ | --------- |
| 2007 | Bambi                         | Nagroda specjalna Jury                | Skutki uboczne (Contergan − Eine einzige Tablette, 2007)                                   | Wygrana   |
| 2008 | Nagroda Telewizji Niemieckiej | Najlepszy aktor pierwszoplanowy       | Skutki uboczne (Contergan − Eine einzige Tablette, 2007)                                   | Nominacja |
| 2008 | Nagroda Telewizji Niemieckiej | Najlepszy aktor pierwszoplanowy       | Kod Karola Wielkiego (Die Jagd nach dem Schatz der Nibelungen, 2008)                       | Nominacja |
| 2009 | Nagroda Telewizji Bawarskiej  | Najlepszy aktor w filmie telewizyjnym | Krupp – rodzina niemiecka (Krupp − Eine deutsche Familie, 2009)                            | Nominacja |
| 2018 | Nagroda Jupiter               | Najlepszy aktor telewizyjny           | Zabójcze sekrety – Polowanie w Kapsztadzie (Tödliche Geheimnisse − Jagd in Kapstadt, 2016) | Nominacja |